# Alexandra Amaro
Alexandra Amaro (Alexandra Borges Amaro; * 20. September 1972) ist eine ehemalige brasilianische Kugelstoßerin und Diskuswerferin.
Bei den Leichtathletik-Südamerikameisterschaften gewann sie 1989 in Medellín Silber und 1991 in Manaus Bronze im Kugelstoßen.
1995 wurde sie bei den Panamerikanischen Spielen in Mar del Plata Siebte im Kugelstoßen und Achte im Diskuswurf und holte bei den Südamerikameisterschaften in Manaus Bronze im Kugelstoßen.
1996 gewann sie im Kugelstoßen Bronze bei den Iberoamerikanischen Meisterschaften. 1997 in Mar del Plata und 1999 in Bogotá folgte Silber in derselben Disziplin.

## Persönliche Bestleistungen
- Kugelstoßen: 16,71 m, 30. Juni 1996, Manaus
- Diskuswurf: 47,90 m, 24. März 1995, Mar del Plata